# Wellswood
Wellswood – osada w Anglii, w Devon, w dystrykcie (unitary authority) Torbay. W 2011 miejscowość liczyła 7777 mieszkańców.